# Idioma protoquechua
El protoquechua es la lengua madre hipotética o protolengua que habría dado origen a las diversas lenguas de la familia de lenguas quechuas. Esta protolengua es reconstruida con base en la evidencia encontrada por los lingüistas en las lenguas modernas así como en los registros de las formas antiguas.

## Desarrollo
Fue hablada en la región central del antiguo Perú según Alfredo Torero. Luego se fue expandiendo hacia el sur en reemplazo del aimara. A principios del siglo V, el protoquechua habría cruzado la cordillera para instalarse en la sierra central (Valle del Mantaro), entonces protoaimarahablante, produciéndose la división entre Quechua I (al este) y Quechua II.

## Fonología
Las sílabas de las lenguas quechuas se componen como mínimo de una vocal como núcleo.  Por regla general, aceptan una consonante en posición de ataque y coda (principio y fin de sílaba, respectivamente).
Se distinguen tres fonemas vocálicos: una vocal abierta /a/ y las cerradas redondeada /u/ no redondeada /i/. La pronunciación precisa de estos fonemas vocálicos varía con su entorno fonético. La vecindad de una consonante uvular produce alófonos más centralizados como [ɑ], [e], [ɛ], [o], [ɔ] y la de la semiconsonante palatal /j/ también provoca un adelantamiento de /a/ a [æ].  En cuanto a las consonantes, el protoquechua habría contado con tres nasales /m, n, ɲ/ cuatro oclusivas /p, t, k, q/, dos africadas /t͡ʃ, ʈ͡ʂ/, tres fricativas /s, ʂ, h/, dos aproximantes /j, w/ y dos o tres líquidas /ʎ, ɾ, (l)/. 
|             | Bilabial | Bilabial | Alveolar | Alveolar | Postalveolar | Postalveolar | Retrofleja | Retrofleja | Palatal | Palatal | Velar | Velar | Uvular | Uvular | Glotal | Glotal |
| ----------- | -------- | -------- | -------- | -------- | ------------ | ------------ | ---------- | ---------- | ------- | ------- | ----- | ----- | ------ | ------ | ------ | ------ |
| Nasal       |          | m        |          | n        |              |              |            |            |         | ɲ       |       |       |        |        |        |        |
| Oclusiva    | p        |          | t        |          |              |              |            |            |         |         | k     |       | q      |        |        |        |
| Africada    |          |          |          |          | t͡ʃ           |              | ʈ͡ʂ         |            |         |         |       |       |        |        |        |        |
| Fricativa   |          |          | s        |          |              |              | ʂ          |            |         |         |       |       |        |        | h      |        |
| Aproximante |          |          |          |          |              |              |            |            |         | j       |       | w     |        |        |        |        |
| Lateral     |          |          |          | (l)      |              |              |            |            |         | ʎ       |       |       |        |        |        |        |
| Vibrante    |          |          |          | ɾ        |              |              |            |            |         |         |       |       |        |        |        |        |

## Correspondencias fonéticas
La siguiente tabla muestra los numerales en proto-quechua y su evolución en diferentes lenguas quechuas modernas:
| GLOSA | PROTO- QUECHUA | Quechua I   | Quechua I | Quechua I | Quechua I | Quechua II | Quechua II | Quechua II | Quechua II | Quechua II | Quechua II | Quechua II | Quechua II  |
| GLOSA | PROTO- QUECHUA | Huailas     | Huánuco   | Huanca    | Pacaraos  | Cajamarca  | Imbabura   | Salasaca   | Tena       | Ayacucho   | Cuzco      | Bolivia    | Santiagueño |
| ----- | -------------- | ----------- | --------- | --------- | --------- | ---------- | ---------- | ---------- | ---------- | ---------- | ---------- | ---------- | ----------- |
| '1'   | *suk           | huk         | huk       | huk, suk  | huk       | suχ        | ʃux        | ʃuh        | ʃuk        | huk        | hux        | ux         | suk         |
| '2'   | *iʂkaj         | iʃkaj       | iʃkaj     | iʃkaj     | iʃkaj     | iʃkaj      | iʃgaj      | iʃki       | iʃki       | iskaj      | iskaj      | iskaj      | iʃkaj       |
| '3'   | *kimsa         | kima, kimsa | kimsa     | kimsa     | kima      | kimsa      | kinsa      | kinsa      | kinsa      | kimsa      | kinsa      | kinsa      | kimsa       |
| '4'   | *ʈʂusku        | ʧusku       | ʧusku     | ʈʂusku    | ʈʂusku    | ʈʂusku     | ʧusku      | ʧusku      | ʧusku      | tawa       | tawa       | tawa       | taa         |
| '5'   | *piʧqa         | piʦqa       | piʧɢa     | piʧʔa     | pisχa     | piʧqa      | piʧa       | piʧka      | piʧka      | piʧχa      | pʰisqa     | pʰiʃqa     | piʃqa       |
| '6'   | *suqta         | huqta       | suχta     | suʔta     | huχta     | suχta      | sukta      | sukta      | sukta      | suχta      | suqta      | suhta      | suqta       |
| '7'   | *qanʈʂis       | qanʧis      | ɢanʧis    | ʔanʈʂis   | ʁanʈʂis   | qanʈʂis    | kanʧis     | kanʧis     | kanʤis     | χanʧis     | qanʧis     | qanʧis     | qanʧis      |
| '8'   | *pusaq         | puwaq       | pusaχ     | pusaː     | puwaχ     | pusaχ      | pusax      | pusah      | pusak      | pusaχ      | pusaq      | pusah      | pusaq       |
| '9'   | *isqun         | isqun       | isɢun     | isʕun     | isʁun     | isqun      | iskun      | iskun      | iskun      | isχun      | isqun      | hisqʼun    | isqun       |
| '10'  | *ʈʂunka        | ʧuŋka       | ʧuŋka     | ʈʂunka    | ʈʂuŋka    | ʈʂuŋga     | ʧuŋga      | ʧuŋga      | ʧuŋga      | ʧuŋka      | ʧunka      | ʧuŋka      | ʧuŋka       |